# チョコバニラボール新井
チョコバニラボール新井（チョコバニラボールあらい、1978年10月5日 - ）は、日本の埼玉県出身のプロスノーボーダー、YouTuber、練習施設運営者、スノーパークプロデューサー。本名は新井昌也。愛称はバニボ。
2005年からYONEXとスポンサー契約を結ぶ。YouTubeチャンネル「チョコチャン」を運営する。

## 大会実績
国内で多くの大会で実績を残し、日本最大級のスノーボードコンテストといわれる下記の二つの大会でも活躍。
- X-TRAIL JAM ファン人気投票 2007年 1位　2008年　2位
- TOYOTA BIG AIR　2008　12位（日本人予選3位）2012　10位（日本人予選2位）

また、2007年に横浜市の都筑区のスノーヴァ溝ノ口で開催されたINDOOR DREAM 2007では優勝を飾っている。

## 出演映像作品
当時日本最大といわれたスノーボードムービープロダクションFIRST CHILDRENに所属。
出演作品には、PART9「シンクロ」・PART10「赤の軌道」・PART11「シュリハ」・PART12「デンジャラスマーチ」・PART13「ALL FOR ONE」・PART14「DIGGING」・PART15「dragon line」・PART16「year of Quest」・PART17「ALL AROUND」がある。

## 人物・エピソード
- スノーボードを始めたのは19歳の時。24歳の冬に仕事を辞め冬季は雪国に移住しプロスノーボーダーを目指す。頭角を現し始めたのは26歳の時で32歳までをプロ活動として過ごし、以降はプロ活動と並行して練習施設運営をしていくようになる。2017年からYouTubeチャンネル「チョコチャン」を開始する。
- 得意種目はビッグエア・スロープスタイル。
- 既婚、猫を３匹飼っている。愛猫の名前はムーちゃん・モコちゃん・ムギちゃん。
- 趣味はサウナと漫画喫茶。
- 中学卒業までは柔道をしていて、団体戦全国大会ベスト16などの実績を持つ。
- スノーボーダーとしてはダブルコーク1080が何歳まで出来るかという記録更新を企画として運営YouTubeチャンネル「チョコチャン」内で毎年紹介している。
- 猫の雪像を19-20,21-22,23-24シーズンに創作している。年々完成度（猫々への愛）が高まっている[1]。

　猫の雪像
　猫の雪像 2022
　猫の雪像 2024